# 말레이시아의 가수 목록
이 문서는 말레이시아의 가수 목록이다.
바로가기:
가 나
다 라
마 바
사 아
자 차
카 타
파 하

## 가
- 가야 자크리

## 나
- 니콜레테 팔리카트

## 다
- 데이야아 아메르다
- 다이얀 트리샤
- 다양 누르 카멜리아 아방 칼리드
- 다양 누르파이자흐
- 다양 소피아
- 다양 자이라 엘레마 아왕 모스다드
- 다양쿠 인탄
- 데아나 유소프
- 데야 라샤드
- 데위 리아나 세리에스타
- 디아 파딜라
- 디디 아스틸라
- 디나 나지르

## 라
- 리야나 피지
- 리에나 항가트
- 리자 하님

## 마
- 마야 카린
- 마리 인턍

## 바
- 베티 바나페
- 비엔다

## 사
- 셰넬네
- 셰릴 사마드
- 식 망기스

## 아
- 아디아나 압둘 라파
- 아니 나디아 빈티 다토 바카르
- 아니스 수라야
- 아니스 알이드루스
- 아라 조하리
- 아르니 나지라
- 아르바이아 빈티 압둘 마난
- 아스미다르
- 아스 팔렐라 압둘라
- 아스파리나 모하마드
- 아디바 누르
- 아딜라 이드리스
- 아봇
- 아만다 @ 누르하즐린다 후사인
- 아미 마스투라 빈티 수하미
- 아미라 오스만
- 아밀레아 아지잔
- 아자하리마 빈티 압둘 아자르
- 아제안 이르다와티
- 아지안 마즈완 사푸안
- 아지라 샤피나즈 빈티 람란
- 아지자 빈티 모하마드
- 아이샤 안누르 빈티 오스만
- 아이나
- 아이난 타스넴
- 아틸리아 하론
- 아즐리나 아지즈
- 아즐린다 빈티 라파르
- 아즐린네 빈티 아리핀
- 안드레아 멜리사 암브로스
- 안나 라팔리
- 에드린 압둘 라힘
- 에들린나 하니에 빈티 아부 하미드
- 에라 시아지라
- 에라 파지라
- 엘다 수산티
- 이파 라지아

## 자
- 자말리야 샤리프
- 줄리아 하나
- 줄리아나 바노스

## 카
- 크리야

## 타
- 툰쿠 티아라 야스민 소피아

## 파
- 파라 아신킨
- 파라 모하마드 아르샤드
- 파라히야
- 파이루즈 후세인
- 파우지아흐 라티프
- 파틴 후스나
- 파우지아 감부스
- 파우지아 빈티 이드리스
- 파우지아 아흐마드 다우드
- 프란시스카 페테르

## 하
- 하비바 야콥
- 할레다